# Хозяйка гостиницы (фильм, 1980)
«Хозяйка гостиницы» (итал. La Locandiera) — итальянский комедийный фильм 1980 года с Адриано Челентано в главной роли. Фильм поставлен по пьесе венецианского драматурга Карло Гольдони «Трактирщица».

## Сюжет
Молодая красавица Мирандолина (Клаудия Мори), отвергнув знаки внимания богатого графа, и знатного, но разорившегося маркиза, хочет завоевать сердце принципиального женоненавистника (Адриано Челентано). Сделать это достаточно сложно, однако девушка не останавливается. Она остановила свой выбор на слуге Фабрицио.
Фильм поставлен практически классически, за исключением хореографии.

## В ролях
- Клаудия Мори — Мирандолина
- Адриано Челентано;
- Паоло Вилладжо;
- Марко Мессери;
- Паоло Барони;
- Лучио Монтанаро;
- Роберто Делла Каза;
- Милена Вукотич;
- Паоло Ровези;
- Лино Фонтис;
- Джанни Кавина;
- Лоренца Гуэррьери — Ортензия
- Джанин Мо.

## Съёмочная группа
- Режиссёр — Паоло Кавара;
- Оператор — Марио Вульпиани;
- Сценаристы — Лео Бенвенути, Пьеро Де Бернарди, Лусиа Друди Демби;
- Композитор — Детто Мариано;
- Продюсер — Паоло Кавара.